# Dow Jones Utility Average

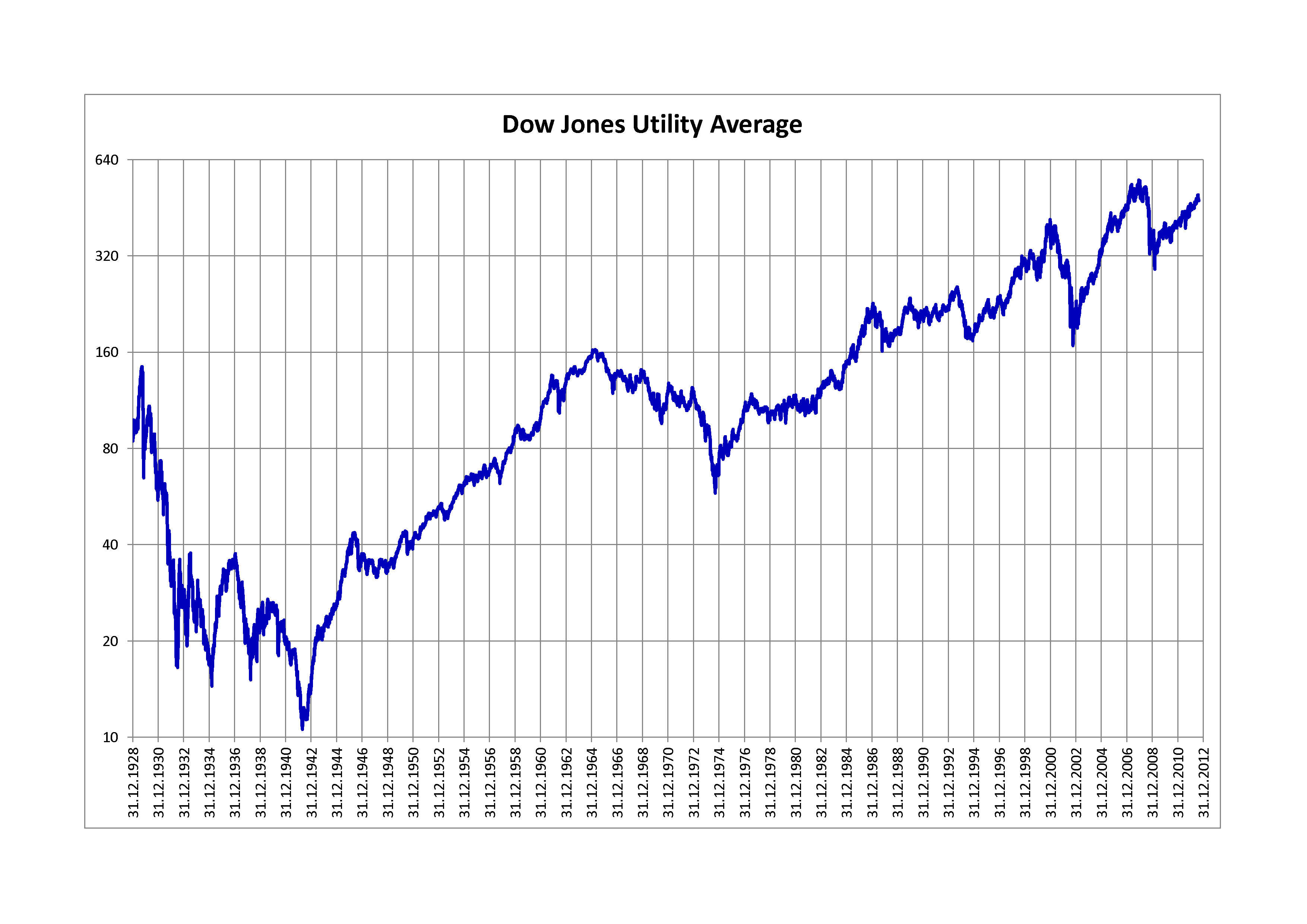
Dow Jones Utility Average de décembre 1928 à août 2012 (clôtures quotidiennes)

Le Dow Jones Utility Average (DJUA) est un indice boursier américain publié par Dow Jones and Company depuis 1929. Il suit les activités de 15 grandes entreprises du secteur énergétique qui sont transigées sur le parquet de la Bourse de New York.
La composition de l'indice a peu varié depuis son introduction. Lors de sa création, le 1er janvier 1929, il comprenait 18 titres. Ce nombre est passé à 20, le 1er juillet pour être réduit à 15, le 2 juin 1938. La plupart des changements plus récents à la composition de l'indice au cours des dernières décennies ont été provoqués par des fusions ou des acquisitions.
Comme l'indice industriel Dow Jones Industrial Average, le DJUA est calculé à partir de la valeur des titres plutôt qu'à partir de la capitalisation boursière.
Les 15 entreprises de services publics qui composent l'indice sont (le nom de la société est suivi de son code mnémonique):
- AES Corporation (AES) (électricité)
- American Electric Power (AEP) (électricité)
- CenterPoint Energy (CNP) (électricité et gaz)
- Consolidated Edison (ED) (électricité)
- Dominion Resources (D) (électricité)
- Duke Energy (DUK) (électricité et gaz)
- Edison International (EIX) (électricité)
- Exelon (EXC) (électricité)
- FirstEnergy (FE) (électricité)
- NextEra Energy (NEE) (électricité)
- NiSource (NI) (distribution de gaz naturel)
- Pacific Gas and Electric Company (PCG) (électricité)
- Public Service Enterprise Group (PEG) (électricité)
- Southern Company (SO) (électricité)
- Williams Companies (WMB) (oléoducs)